# Wspólnota administracyjna Pfreimd
Wspólnota administracyjna Pfreimd – wspólnota administracyjna (niem. Verwaltungsgemeinschaft) w Niemczech, w kraju związkowym Bawaria, w rejencji Górny Palatynat, w regionie Oberpfalz-Nord, w powiecie Schwandorf. Siedziba wspólnoty znajduje się w mieście Pfreimd.
Wspólnota administracyjna zrzesza gminę miejską (Stadt) oraz gminę wiejską (Gemeinde): 
- Pfreimd, miasto, 5 464 mieszkańców, 51,43 km²
- Trausnitz, 917 mieszkańców, 17,61 km²